# پنجاه و سه ایستگاه توکایدو

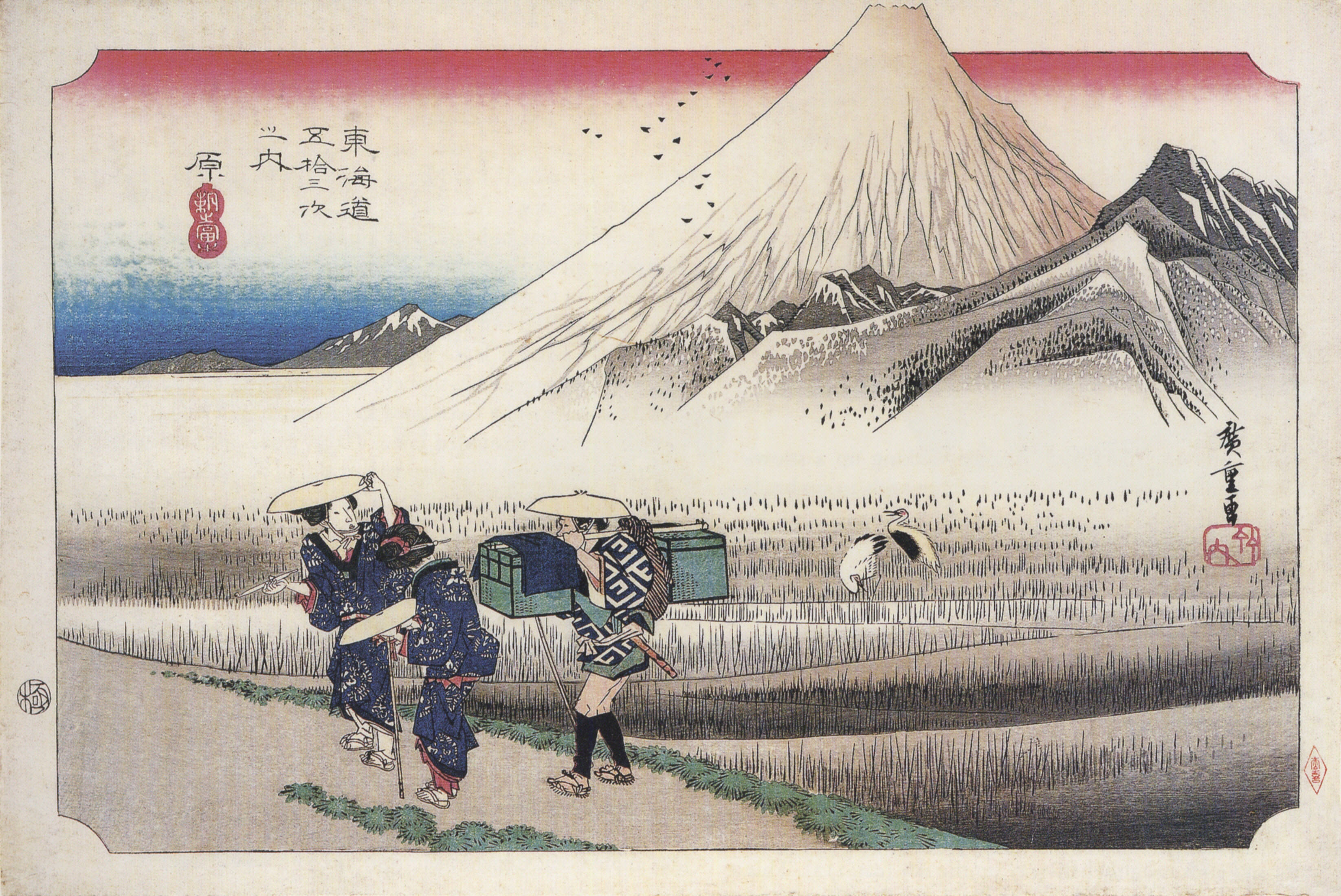
نمونه‌ای از چوب‌تراشی مجموعهٔ پنجاه و سه ایستگاه توکایدو

پنجاه و سه ایستگاه توکایدو (به ژاپنی: 東海道五十三次, Tōkaidō Gojūsan-tsugi) چاپ هوایدو (۱۸۳۳–۱۸۳۴)، یک سری چوب‌تراشی اوکی‌یوئه است که توسط هیروشیگه بعد از اولین سفر وی در طی جادهٔ توکایدو در سال ۱۸۳۲ خلق شده‌است. جادهٔ توکایدو پایتخت شوگون یعنی ادو را به مقر امپراتور ژاپن در کیوتو متصل می‌کرد و شریان اصلی سفر و حمل و نقل در ژاپن قدیم بود. همچنین مهمترین جاده از پنج راه (گوکایدو) که جاده‌های اصلی ژاپن بودند به‌شمار می‌آمد - جهت تقویت بیشتر کنترل دولت مرکزی شوگون بر کل کشور این پنج جاده اصلی ژاپن در دوره ادو ایجاد شد یا توسعه پیدا کرد.

## هیروشیگه و توکایدو
در سال ۱۸۳۲، هیروشیگه طول جادهٔ توکایدو را از ادو به کیوتو طی کرد، به عنوان بخشی از یک هیئت رسمی که اسبهایی را که قرار بود به دربار امپراتوری در کیوتو اهدا شوند، را منتقل می‌کرد. اسبها هدیه ای نمادین از شوگون بود که هر ساله به جهت رسمیت شناختن مقام الهی امپراتور اهدا می‌شدند.
مناظر این سفر تأثیر عمیقی بر هنرمند گذاشت و وی در طول سفر و همچنین بازگشت از همان مسیر به ادو، طرح‌های متعددی را خلق کرد. وی پس از ورود به خانه، بلافاصله کار بر روی اولین چاپ‌های پنجاه و سه ایستگاه توکایدو را آغاز کرد. سرانجام، او ۵۵ نسخه چاپی در کل مجموعه تولید کرد: یکی برای هر ایستگاه، به علاوه یک قطعه برای نقاط شروع و پایان جاده.
اولین چاپ در این مجموعه توسط انتشارات هوایدو و سنکاکودو به‌طور مشترک منتشر شد. چوب‌تراشی‌های این سبک معمولاً بین ۱۲ تا ۱۶ سکه مسی به فروش می‌رسد که تقریباً با قیمت یک جفت صندل نی یا یک کاسه سوپ می‌شد یکسان بود. موفقیت پنجاه و سه ایستگاه توکایدو، هیروشیگه را به عنوان برجسته‌ترین و موفق‌ترین چاپگر عصر توکوگاوا تثبیت کرد.
هیروشیگه این مجموعه را با شصت و نه ایستگاه کایسو کایدو با همکاری کیسای ایسن ادامه داد و هر یک از ایستگاه‌های پست  ناکاسندو را مستند کرد.